# Морес, Нельсон
Нельсон Селим Морес Докмак (исп. Nelson Selim Mores Docmac; 27 октября 1959, Пуэнте-Альто, Чили) — чилийский футболист и тренер.

## Биография
В качестве футболиста выступал на позиции вратаря за клуб «Провинсиаль Осорно», а после окончания карьеры он несколько раз возглавлял его, в том числе и в элитной чилийской Примейре.
В 2007 году специалист возглавлял сборную Палестины. До 2020 года являлся спортивным директором «Провинсиаль Осорно».

## Происхождение
Морес — потомок перебравшихся в Южную Америку палестинцев. Именно благодаря этому факту он возглавил их национальную команду. В самой Палестине его называли Нельсоном Декмаком.